# Танко Серафимов
Танко Стефанов Серафимов е български архитект.

## Биография
Танко Серафимов е роден в Стара Загора. След завършването на гимназия с отличие заминава за София. През 1968 г. завършва Висшия инженерно-строителен институт в София и започва работа в районната проектантска организация в Стара Загора. През 1970 г. работи в ИПП „Металпроект“, София, а от 1971 г. заема преподавателско място по архитектура в катедра „Обществени сгради“ в УАСГ, където преподава 42 години. Арх. Серафимов е член на САБ и негов председател с два поредни мандата, член на КАБ, и член на Експертния съвет по архитектура към Направление „Архитектура и градоустройство“ към Столична община.
| „ | Един от най-значимите съвременни български архитекти, проектант и ръководител на екипите на „Ателие Серафимов архитекти“, преподавател в УАСГ кат. „Обществени сгради“, два последователни мандата ръководител на Съюза на архитектите в България, носител на няколко награди за проект на „Сграда на годината“, носител на наградата за архитектура на Столична община, и много други. | “ |

| „ | Той ще остане не само в сърцата на хората, но и в историята на страната ни със забележителните сгради и проекти, които направиха България различна. Архитект Серафимов беше не само талантлив творец, но и личност с винаги ясно изразената и откровена гражданска и професионална позиция. | “ |

## Значими проекти
- Булстрад арена в град Русе

## Награди
Получени отличия и награди след 1970 година:
1. 1971 г. Ритуален сватбен дом на езерото Ариана, София – Златен медал;
2. 1972 г. Национална библиотека Сирия – международен конкурс – III награда;
3. 1973 г. Държавен съвет на България – конкурс I награда;
4. 1973 г. Спортна зала „Русе“ – конкурс I награда;
5. 1977 г. Национална библиотека „Пахлави“, гр. Техеран, Иран – III награда;
6. 1978 г. Аерогара София – конкурс I награда;
7. 1988 г. Метростанция 2 – интериорно решение – конкурс I награда;
8. 1999 г. Награда „Златно Перо“ за принос към българската култура;
9. 2004 г. Конкурс за идеен проект „Архитектурата в новото хилядолетие“, категория туристически обект или комплекс – I награда;
10. 2004 г. Конкурс за идеен проект „Архитектурата в новото хилядолетие“, категория еднофамилни къщи – II награда;
11. 2004 г. Конкурс за идеен проект „Архитектурата в новото хилядолетие“, категория промишлени сгради – II награда;
12. 2006-2007 г. Грамота за ярки постижения в областта на изкуството и културата;
13. 2006 г. „Сграда на годината“ – „Токуда“;
14. 2007 г. „Сграда на годината“ – „Порше център“;
15. 2008 г. „Сграда на годината“ – „Ейр трейд център“
16. Диплом „Българска архитектура“ (2010)
17. 2011 г. „Сграда на годината“ – „Икеа“
18. 2012 г. „Сграда на годината“ – „Алфа Банк“
19. 2012 г. Архитект на годината за 2012 г.; Списание „1 към 1 в строителството“
20. 2012 г. Личност на годината за 2012 г. в строителния бранш; Списание „1 към 1 в строителството“
21. Награда за цялостно представяне в Есенен салон 2013 „Дизайн на интериора“ на САБ